# Chikkavvanagathihalli, Davanagere
Chikkavvanagathihalli là một làng thuộc tehsil Davanagere, huyện Davanagere, bang Karnataka, Ấn Độ.